# Oona O'Neill
Oona O'Neill  (n. 14 mai 1925, Warwick Parish⁠(d), Bermuda – d. 27 septembrie 1991, Corsier-sur-Vevey⁠(d), cantonul Vaud, Elveția) a fost actriță americană. Este fiica dramaturgului britanic Eugene O'Neill și a scriitoarei Agnes Boulton și sora profesorului de literatură greacă Eugene O'Neill Jr.. A fost a patra și ultima soție a actorului și regizorului britanic Charlie Chaplin cu care a avut opt copii. 
În filmul biografic din 1992, Chaplin, rolul său este interpretat de Moira Kelly (care interpretează și rolul lui Hetty Kelly, prima iubire din Anglia a lui Charlie).  Oona O'Neill seamăna la înfățișare cu Hetty Kelly.